# ディレクター
ディレクターまたはダイレクタ（英: director）とは、監督全般を指す語。

## 概要
制作物の作品としての質に責任を持つ者のこと。その責務を全うするために、企画・立案・制作に関与して業務全般をつかさどる場合もある。この場合は「ディレクター職の者がプランナー職・プロデューサー職も兼任することが多い」と言うこともできる。ディレクター本来の担当範囲は企画・制作に及ぶものではない。制作物の経済的責任を持つプロデューサーと対をなすポジション。テレビでは、監督という呼称よりも、ディレクターを広範に用いている。
日本では主にテレビ関係の放送番組やビデオ制作において、放送局や制作プロダクションに社員として所属している場合が多く、放送作家やプロデューサーらと打ち合わせの会議を行った後、スタジオや副調整室・ロケーション先で、出演者やカメラマン、音声などの技術スタッフを指揮しながら、作品の構成を直接行う演出責任者の職種をいう。映画の場合は伝統的に「監督」と呼ぶが、職務内容は重なっている。ラジオ関係の放送番組やイベントの進行指揮を行う職種でもある。
また、演劇関係の演出家、コンピュータグラフィックスやコンピュータゲームの制作担当者を指すこともある。

## 放送業界
放送業界ではディレクターのことを呼ぶ場合に様々な呼称を用いるが、多くはいわゆる業界用語として発祥して来たものでありテレビ局やメディアによって呼称が変わる傾向が強く、呼称について厳密かつ共通した定義は存在しない。一般的には、番組全体を指揮するチーフ・ディレクター、取材のみを担当する取材ディレクター、スタジオ（フロア）において、副調整室にいるディレクターからの指示をインカムやカンペ（主にスケッチブック）を用いて出演者やスタッフに伝達するフロア・ディレクター（FD）などに分類される。NHKではPD（program directorの略）と呼ぶ。フジテレビでは PDをチーフ・ディレクターという意味で使う場合もある。また、現場レベルでは単にD（ディー）と呼ぶことが多い。
近年のバラエティ番組ではプロデューサーがチーフD（演出）を兼ねているケースも多く見られる。また、プロデューサー級のスタッフがディレクターの上から演出面のみを指揮管理する場合に「総合演出」（ゼネラルディレクター、プロデュースと呼ばれることもある）、プロデューサーのさらに上に立ち番組の演出・制作を全面的に指揮監督する場合に「総監督」という呼称が使われることもある。テレビ業界では、一般的にディレクターはプロデューサーよりも下位の役職であり、プロデューサーがディレクターを指揮する体制が定着しているため、このような現象が起きていると考えられる。
テレビドラマのディレクターは映画監督に倣って「監督」（演出）と呼ばれることよりも、ディレクターと呼称されることが近年多い。また、ディレクターが海外で使う英語の名刺には、一般に「program director」（プログラム・ディレクター）と書かれる。これはテレビ会社の取締役（director）と間違われるのを防ぐためである。

## アニメ制作
日本のアニメ業界においての呼称は「監督」がほとんどだが、東映アニメーション、シャフト、ナックでは監督に相当する職種をシリーズディレクターと呼んでいる。また、東映アニメーションのシリーズ・ディレクターの権限は、「担当話数の演出家がその話の監督である」という伝統があるため、他社の監督に比べると小さい。作品の中には監督、ディレクターが混在しているものも見られる。
また、時折、監督の上に「総監督」が置かれることがあるが、アニメ番組の場合は前述の他のテレビ番組と異なり、プロデューサーを兼務する意味合いは持たない。
アニメ制作においては「演出」は監督と別に置かれることがほとんどだが（クレジットに「演出」が設けられている場合がほとんど）、監督によっては兼業していたり、或いは部分的に数話だけ演出を行っている場合もある。

## 音楽制作
レコードやCDなどの音楽商品を制作する場合の「制作監督者」を、通常「音楽ディレクター」と呼ぶ。音楽ディレクターは、音楽商品の音楽的な面ではなく音源は通常、音楽プロデューサーとレコーディング・ディレクター、編曲家が担当するため専ら、より事務的（または技術的、商品的）な面を監督することになる。従って、音楽ディレクターは音楽家である必要はなく、通常は、レコード会社（CD会社）若しくは原盤管理会社やその下部に属する音楽制作オフィスの制作担当社員が担う。
他の場面で「ディレクター」と呼ばれる者の役割から推測すると、CD等の制作ではディレクターが中心的な立場になるようにも思えるが、実際の場面では、音楽プロデューサーやA&Rの方がむしろ主導権を握っていることが多い。

## その他
日本オリエンテーリング協会が認定している、オリエンテーリング競技の公認指導者を、オリエンテーリング・ディレクターと称し、2級・1級の2段階が設定されている（1級が格上）。なお、同1級認定者は、他の協会が指定する資格取得（レクリエーション・コーディネータなど）の際、一部科目の履修を免除することが可能となっている。このほかの競技においても、公認指導者を「ディレクター」と呼称するものが一部存在する。